# Conamblys brevis
Conamblys brevis är en skalbaggsart som först beskrevs av Jordan 1894.  Conamblys brevis ingår i släktet Conamblys och familjen långhorningar. Inga underarter finns listade i Catalogue of Life.